# Карликовый попугай Сальвадори
Карликовый попугай Сальвадори (лат. Psittaculirostris salvadorii) — птица отряда попугаеобразных. Вид назван в честь итальянского орнитолога Томмазо Сальвадори (1835—1923).

## Внешний вид
Длина тела 21 см. Основная окраска оперения зелёная, с различными оттенками. Верхняя часть головы с голубоватым отливом. Лоб голубоватого цвета с зелёным оттенком. Горло и щёки желтоватые, с голубыми пятнами в области уха и ниже глаз. Зоб у самки зелёный, с голубизной, у самца — желтовато-красного цвета.

## Распространение
Обитает на северном побережье острова Новая Гвинея.

## Образ жизни
Населяют субтропические и влажные тропические леса.

## Угрозы и охрана
Вырубка лесов, может оказаться причиной быстрого сокращения численности популяции этих попугаев.